# Cái chết và tang lễ Margaret Thatcher

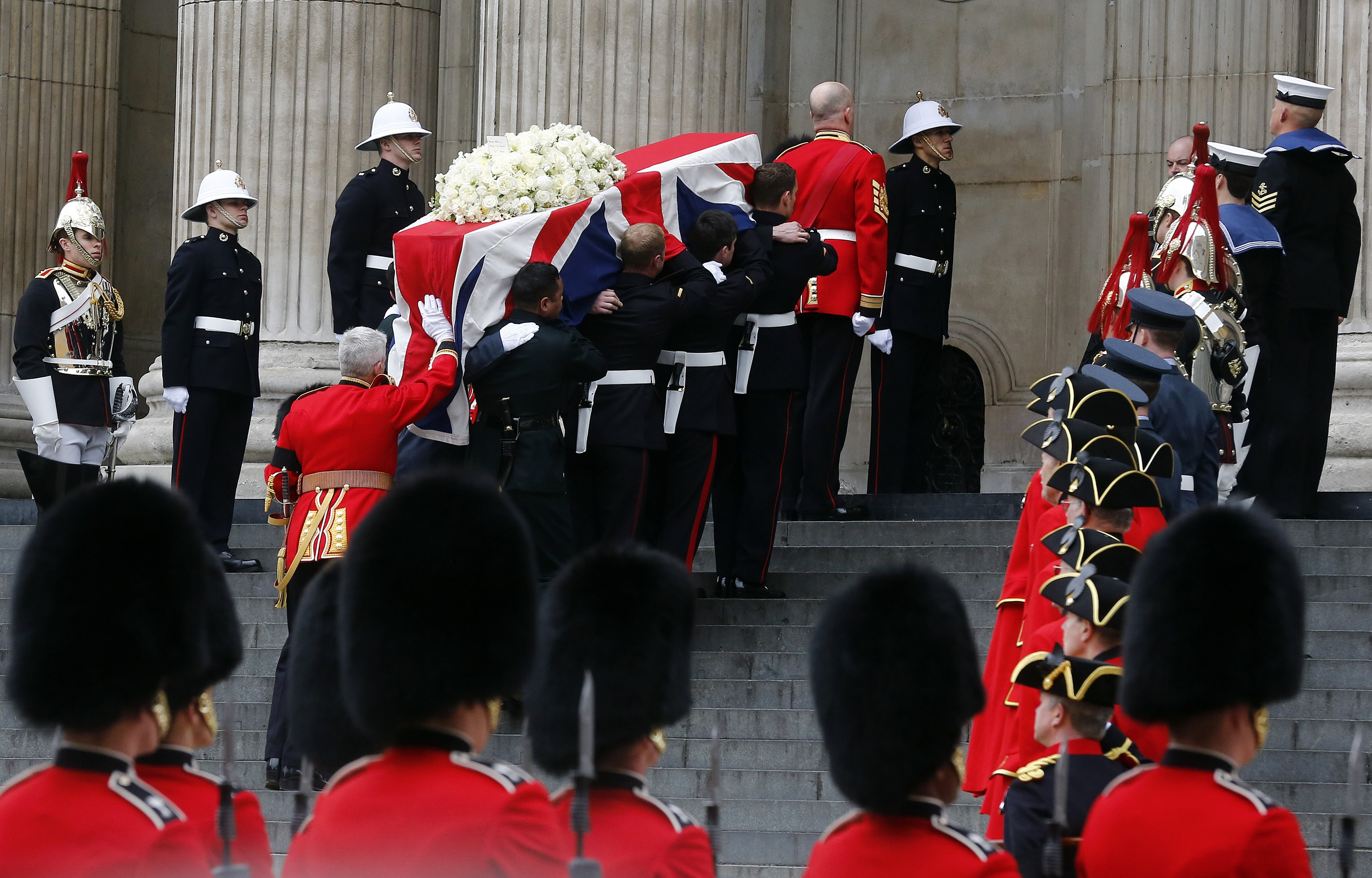
Linh cữu Margaret Thatcher đang được đưa vào Nhà thờ chính tòa Thánh Paul, Luân Đôn

Margaret Thatcher, cựu Thủ tướng bảo thủ của Vương quốc Anh từ 1979 đến 1990, qua đời vì một cơn tai biến mạch máu não tại Luân Đôn vào ngày 8 tháng 4 năm 2013 hưởng thọ 87 tuổi. Một tang lễ, bao gồm một cuộc diễu hành chính thức theo sau là một nghi lễ tại Nhà thờ Thánh Paul, được tổ chức vào ngày 17 tháng Tư. Thi thể sau đó được hỏa táng tại Nhà hỏa táng Mortlake.

## Danh dự
Bà Margaret Thatcher tên khai sinh là Margaret Roberts, mang tước vị quý tộc là nữ Nam Tước Roberts. Bà không được hưởng danh dự quốc táng nhưng tang lễ được cử hành long trọng theo quân cách, như tang lễ của công nương Diana và bà mẹ của nữ hoàng Elizabeth II. Thatcher được nhiều sự ca tụng cũng như chống đối trong 11 năm cầm quyền và cả cho đến sau khi đã rời khỏi chức vụ Thủ tướng năm 1990.
Bà là một chính khách nổi danh trên trường quốc tế ở giai đoạn cuối của cuộc Chiến tranh Lạnh. Nhưng tại quốc nội, người phụ nữ thuộc đảng bảo thủ với cá tính mạnh mẽ này là biểu hiện của những phân cực chính trị sâu sắc trong 11 năm cầm quyền. Bà đã làm thay đổi nước Anh bằng chính sách đổi mới kinh tế, giải tư nhiều ngành công nghiệp, đương đầu với áp lực của các công đoàn, đồng thời đối phó không khoan nhượng với phong trào ly khai Bắc Ireland và vụ Argentine tranh chấp quần đảo Falkland.
Sự chia rẽ ý kiến của người dân Anh đối với bà vẫn còn tốn tại cho đến ngày nay. Chính phủ Anh với sự tán đồng của hoàng gia, đã cho tổ chức tang lễ bà bằng những nghi thức trang trọng nhất, tuy nhiên chưa lên đến mức quốc táng vì việc này cần phải được quốc hội biểu quyết chấp thuận.

## Chuẩn bị
Ngày 9 tháng Tư, Phủ Thủ tướng Anh loan báo tang lễ sẽ được tổ chức vào ngày Thứ Tư 17 tháng 4. Điện Buckingham cho biết Nữ hoàng Elizabeth II và Hoàng Tế Philip, Quận Công Edinburgh, sẽ tham dự tang lễ.

## Tang lễ
Tang lễ được cử hành trọng thể ngày Thứ Tư 17 tháng Tư ở Luân Đôn với sự tham dự của nữ hoàng Elizabeth II, thủ tướng David Cameron và 3 cựu thủ tướng, cùng các chính khách, chính trị gia từ 170 quốc gia trên thế giới.
Buổi sáng 17 tháng Tư, linh cữu của bà được chuyển từ điện Westminster, trụ sở quốc hội, đến nhà thờ Thánh Clement Danes làm lễ cầu nguyện. Từ đây linh cữu, phủ quốc kỳ Anh, được đặt trên một cỗ súng đại bác do sáu con ngựa đen của đội pháo binh hoàng gia kéo đi trên đoạn đường nửa dặm đến thánh đường St. Paul, nơi chính thức cử hành thánh lễ.
Dân chúng đứng chật hai bên đường tiễn chào và hoan hô "Bà Đầm Thép" lần cuối cùng. Nhưng cũng có không ít người thể hiện sự chống đối lặng lẽ bằng cách đứng quay lưng lại lúc linh cữu đi ngang. Các phóng viên ghi nhận vẫn còn một vài cuộc tranh cãi đấu khẩu xảy ra trong đám đông, giữa người ngưỡng mộ và người phản đối bà Thatcher. Trước ngôi thánh đường St. Paul xây dựng từ thế kỷ 17, nơi các quan khách đón chờ linh cữu được đưa tới, một người mang tấm biểu ngữ viết hàng chữ phản đổi việc tốn kém công quỹ $15 triệu cho tang lễ này.
An ninh được bảo vệ hết sức chặt chẽ, một phần do ảnh hưởng vụ nổ bom tại Boston (Mỹ) cuối tuần trước. Thành phố Luân Đôn triển khai 4.000 cảnh sát canh giữ an ninh trật tự, không kể 700 binh sĩ hải, không, lục quân đứng dọc hai bên đường linh cữu được rước qua.
Bốn thủ tướng chính phủ kế tiếp bà Thatcher, dù đã tán thành hay bất đồng ý kiến với bà, đều có mặt ở thành đường St. Paul cùng với nữ hoàng. Đó là các cựu Thủ tướng John Major, Tony Blair, Gordon Brown và đương kim Thủ tướng David Cameron. Cựu Ngoại Trưởng Henry Kissinger và cựu Phó Tổng thống Dick Cheney ở trong số quan khách Mỹ. Trong số quan khách hiện diện còn có cựu Tổng thống F.W. de Klerk, nhà lãnh đạo cuối cùng của thời đại apartheid ở Nam Phi; cựu Tổng thống Ba Lan Lech Walesa, cựu Thủ tướng Brian Mulroney của Canada.
Một số nhà lãnh đạo và chính khách danh tiếng không đến dự tang lễ bà Margaret Thatcher, trong số có cựu đệ nhất phu nhân Nancy Reagan vì vấn đề sức khỏe, mặc dầu cố Tổng thống Reagan là người hợp tác rất thân gần với bà Thatcher. Cựu Tổng thống Liên Xô Mikhail Gorbachev cũng không có mặt và bà Thủ tướng Angela Merkel chỉ cử ngoại trưởng Đức thay mặt. Gia đình các cựu Tổng thống Hoa Kỳ Bush và Clinton đều không đến tham dự tang lễ.
Đại sứ Argentine tại Anh, bà Alicia Castro, là nhà ngoại giao duy nhất ở Luân Đôn từ chối tham dự tang lễ. Năm 1982, bà Thatcher cho quân đội Anh đánh chiếm lại quần đảo Falkland bị Argentine xâm lăng và cho đến nay Argentine vẫn muốn đòi chủ quyền ở quần đảo mà họ gọi tên là Malvinas ở Nam Đại Tây Dương.
Theo nguyện vọng của cá nhân, sau tang lễ, thi hài bà Margaret Thatcher được hỏa thiêu.

## Phản ứng
Thủ tướng David Cameron cắt ngắn chuyến công du ở Pháp và Tây Ban Nha để trở về Anh. Cựu Ngoại Trưởng Hoa Kỳ Henry Kissinger nói với BBC rằng bà Thatcher là một "nhà lãnh đạo" và một "người bạn tốt của Mỹ".
Liên đoàn bóng đá Anh nói rằng sẽ không yêu cầu các câu lạc bộ dành một phút tưởng niệm vào dịp tang lễ của bà.
Tối ngày 8 tháng Tư, một số vụ lộn xộn xảy ra ở Luân Đôn, Bristol, Glasgow, khi có những nhóm tổ chức ăn mừng cái chết của "Bà Đầm Thép". Nhiều cảnh sát bị thương trong cuộc xô xát tại Bristol. Cựu Thủ tướng Tony Blair, người cũng đã thắng ba kỳ tổng tuyển cử như Thatcher, phàn nàn hành động thiếu ý thức của những người đón mừng cái chết của bà và cho rằng phải nên bày tỏ sự tôn trọng trong dịp này.
Một nhân vật thuộc đảng Lao động cho biết "Ông chủ tịch Ed Miliband nghiêm khắc phê phán mọi sự đón mừng. Như ông đã công khai tuyên bố ngày 8 tháng Tư, bà Thatcher là một bộ mặt vĩ đại trong chính trị nước Anh và trên thế giới. Dù đảng Lao động bất đồng ý kiến với nhiều việc bà đã làm, chúng ta phải ngưỡng mộ những thành tích của cá nhân bà"..
Quốc hội Anh gọi các thành viên đang còn nghỉ lễ Phục Sinh trở lại họp và nhiều đảng viên đảng Lao động sẽ đến dự tang lễ. Tuy nhiên cũng có những người phản đối. Dân Biểu John Mann nói: "Tôi không biết tại sao tốn tiền của dân đóng thuế cho một khóa họp ngoài nghị trình".
Thủ tướng David Cameron gọi bà Thatcher là người Anh vĩ đại và nhiều nhà lãnh đạo quốc gia trên thế giới bày tỏ sự ngưỡng phục bà về vai trò quốc tế, bao gồm Tổng thống Hoa Kỳ Barack Obama và Thủ tướng Đức, bà Angela Merkel.